# Série et feuilleton (fiction)
Pour les articles homonymes, voir Série et Feuilleton.
Le feuilleton, renommé aujourd'hui  série, est à l'origine un genre littéraire dont le mode de narration en épisodes s'est de nos jours propagé dans l'audiovisuel et les arts graphiques tels que la bande dessinée.
La série se distingue du feuilleton en ce que chaque épisode est fortement autonome et reproduit un même schéma. L'archétype en est la série policière avec une résolution de meurtre à chaque épisode. Le feuilleton n'est pas soumis à cette contrainte.
En tant que forme narrative, la sėrie présente des spécificités dont les modes opératoires sont exploités commercialement à grande échelle. Elle permet en effet :
- la fidélisation du public ;
- la création d'une forme d'attachement ainsi qu'une sensation de familiarité, chaque épisode étant une sorte de rendez-vous avec les personnages et lieux récurrents ;
- une narration complexe qui peut s'étaler sur des centaines, voire des milliers de pages ou, dans le cas de l'audiovisuel, un très grand nombre d'heures.

## Une forme de narration
La création d'une série s'exécute fort différemment d'une fiction classique : les œuvres adoptent souvent une « narration en forme de flot » et s'attachent à « un effet d’accroche continuel et la promesse de dénouements à long terme qui permettent d’entretenir le désir de lire les « épisodes » suivants ».
À propos de la littérature merveilleuse-scientifique, précurseur de la science-fiction en Europe au début du XXe siècle, d'Huissier et coll. notent :

« Le rythme. La littérature merveilleuse-scientifique pouvait être décrite comme feuiletonesque car en grande partie éditée selon un mode particulier : chapitres prépubliés au sein de journaux (offrant au lecteur sa dose de rêve régulière) ou publication au sein de fascicules courts, à la couverture engageante.

Un tel rythme de parution induisait forcément un découpage particulier de ces histoires. Les auteurs devaient insuffler un rythme trépidant afin que le lecteur ait envie de connaître la suite : en instillant un suspens insoutenable, en usant habilement du « à suivre » en fin de chapitre, en promettant encore plus de péripéties pour la prochaine partie publiée… »

— d'Huissier et coll., La Brigade chimérique.
Certaines séries sont créées « à la volée », les créateurs n'ayant pas nécessairement planifié le dénouement de la fiction :

« Bien des romanciers de l'âge baroque au siècle des Lumières, comme après eux les « feuilletonistes » et plus près de nous les scénaristes des séries télévisées, écrivent en effet dans l'ignorance de la fin d'une fiction qu'ils livrent au public par livraisons successives (tomaisons, livraisons ou épisodes) et qu'ils poursuivent sans canevas bien établi. »

— Marc Escola, Le clou de Tchekhov. Retour sur le principe de la causalité régressive.
Dans le cas d'œuvres « interactives », comme les livres-jeux ou les jeux vidéo, la sérialité impose à l'inverse un certain nombre de contraintes :

« La production contemporaine de jeux vidéo présente des signes de retour vers un certain dirigisme narratif, pour des raisons variées. La plus évidente est la construction en cycle de certaines licences, qui contraint les scénaristes à orienter leur travail vers une fin unique qui fournira le début de l’épisode suivant. »

— Olivier Caïra, Jeux vidéo et jeux d’interaction en face-à-face : vers un modèle unifié d’écologie de l’intrigue.

## Une interaction avec le public
Le public peut parfois influencer l'évolution de la série :

« Par exemple, une mauvaise audience pour une série télévisée entraînera un dénouement anticipé et l’on sait que les lecteurs de Conan Doyle, ulcérés par le décès tragique de Sherlock Holmes en Suisse, sont parvenus à ressusciter leur héros en contraignant l’auteur à poursuivre une série à laquelle il voulait mettre un terme. Parfois, les auteurs de feuilletons sont allés jusqu’à solliciter directement les avis de leurs fans, sondant leurs opinions par la médiation du courrier des lecteurs ou des fanfictions, de sorte que ces derniers ont pu avoir l’impression de décider de la suite de l’histoire. Aujourd’hui, un réseau comme Netflix décide du genre de série qu’il produira sur la base de statistiques liées aux utilisateurs de son site. »

— Marc Marti et Raphaël Baroni, De l’interactivité du récit au récit interactif.